# Шанс Ромен
Шанс Ромен (фр. Champs-Romain) насеље је и општина у југозападној Француској у региону Аквитанија, у департману Дордоња која припада префектури Нонрон.
По подацима из 2011. године у општини је живело 310 становника, а густина насељености је износила 15,25 становника/km². Општина се простире на површини од 20,33 km². Налази се на средњој надморској висини од 304 метара (максималној 344 m, а минималној 155 m).

## Демографија
| 1962. | 1968. | 1975. | 1982. | 1990. | 1999. | 2011. |
| ----- | ----- | ----- | ----- | ----- | ----- | ----- |
| 387   | 410   | 373   | 332   | 331   | 328   | 310   |

График промене броја становника у току последњих година